# Norwegian Air International
Norwegian Air International je irská letecká společnost sídlící na mezinárodním letišti v Dublinu patřící pod Norwegian Air Shuttle. Vytvořeno v únoru 2014, provozuje společnost Boeing 737-800 a Boeing 737 MAX 8 s pravidelným servisem v Evropě. Od roku 2017 nabízí také služby mezi Evropou a destinacemi na východním pobřeží Spojených států včetně New Yorku a Rhode Island.